# Rue Sophie-Germain
Cet article concerne la rue de Paris. Pour la rue de la commune d'Orsay, voir Rue Sophie-Germain (Orsay).
La rue Sophie-Germain est une voie située dans le quartier du Petit-Montrouge du 14e arrondissement de Paris, en France.

## Situation et accès

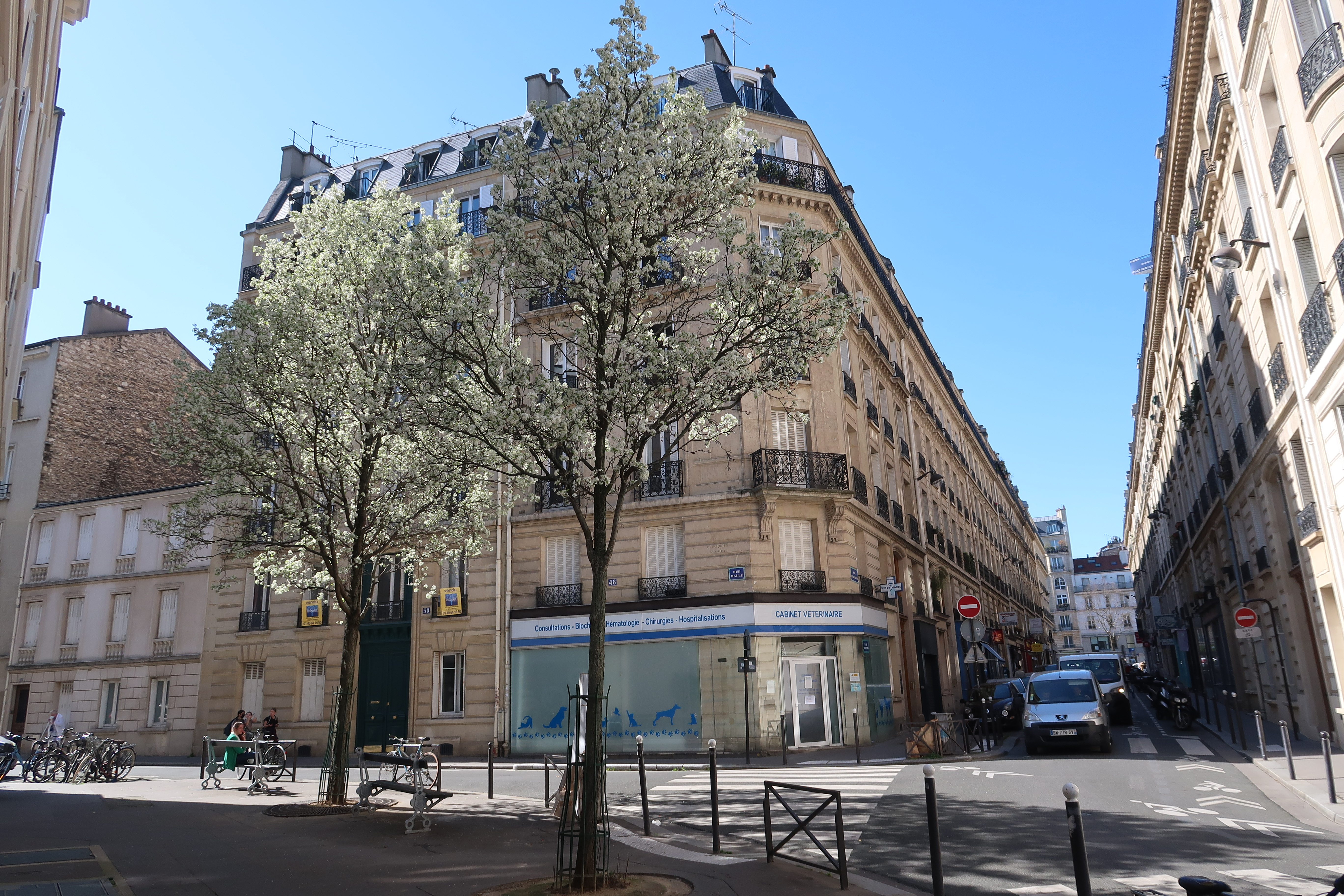
Au croisement avec la rue Hallé.

La rue Sophie-Germain est desservie à proximité par la ligne 4 à la station Mouton-Duvernet ainsi que par les lignes 4 et 6 à la station Denfert-Rochereau.

## Origine du nom
La voie rend hommage à la mathématicienne française Sophie Germain (1776-1831), dès 1889.

## Historique
La rue est ouverte en 1882 sur l'emplacement de la « villa Hallé » sous le nom de « villa Hallé, ». Elle s'appelle ensuite « rue Delots », « rue Deslots » ou « rue des Lots ». Dans les carrières, c'est cette dernière orthographe qui est conservée par la plaque, et a été aussi lotie et bâtie sur toute sa longueur avec des immeubles uniformes dans le pur style haussmannien de la fin du XIXe siècle.
Elle prend ensuite « rue Delots », « rue Deslots », « rue des Lots » et « villa Sébastopol » avant de prendre sa dénomination actuelle en 1889.

## Bâtiments remarquables et lieux de mémoire
Vers le n°13 : emplacement du moulin de la Citadelle attesté sur le plan de Jouvin de Rochefort (1675), le plan de Roussel (1730) et le plan de Deharme (1763).

## Noteet référence
1. ↑  Jacques Hillairet, Dictionnaire historique des rues de Paris, Paris, Les Éditions de minuit, 1972, 1985, 1991, 1997, etc. (1re éd. 1960), 1 476 p., 2 vol.  [détail des éditions] (ISBN 2-7073-1054-9, OCLC 466966117), p. 525.
2. 1 2  Voir le plan de Vuillemin de 1889.
3. ↑  Elle est ainsi différente de la villa Hallé actuelle.
4. ↑  C'est son nom sur le plan d'Andriveau-Goujon de 1882.
5. ↑  Nexus propose deux origines possibles : la première proviendrait de l'époque où les carriers se voyaient affecter des parcelles dites « lots » ; la seconde suggère un hommage à un certain Deslots, prévôt de Paris et donateur de l'hospice de La Rochefoucauld.
6. ↑  Elle apparaît à l'état de travaux sur le plan d'Andriveau-Goujon de 1882.